# Coryphantha salinensis
Coryphantha salinensis ist eine Pflanzenart in der Gattung Coryphantha aus der Familie der Kakteengewächse (Cactaceae). Das Artepitheton salinensis verweist auf das Vorkommen der Art bei Salinas Victoria im mexikanischen Bundesstaat Nuevo León.

## Beschreibung
Coryphantha salinensis wächst meist einzeln mit kugelförmigen, eiförmigen oder kurz zylindrischen, dunkelgrünen bis hell blaugrünen Trieben, die bei Durchmessern von 5 bis 8 Zentimetern Wuchshöhen von 5 bis 10 Zentimeter erreichen. Die bis 20 Millimeter langen, sehr festen, mehr oder weniger aufrechten Warzen sind oft ziegelförmig angeordnet. Sie sind konisch und an ihrer Basis rhomboid. Die meist vier Mitteldornen, bei Jungpflanzen fehlen sie häufig, sind gerade bis stark gebogen, schmutzig weiß bis braun bis schwarz und 1,2 bis 1,5 Zentimeter lang. Die elf bis 15, anfangs alle gleichen und später alle ungleichen, 1,1 bis 1,8 Zentimeter langen Randdornen sind weißlich und besitzen eine dunklere Spitze.
Die leuchtend gelben Blüten sind an ihrer Basis rot. Sie sind 4 bis 7 Zentimeter lang und erreichen Durchmesser 4 bis 7,5 Zentimeter. Die grünen Früchte weisen Längen von 1,5 bis 2 Zentimeter auf.

## Verbreitung, Systematik und Gefährdung
Coryphantha salinensis ist in den mexikanischen Bundesstaaten Coahuila, Nuevo León und Tamaulipas auf Schwemmebenen und Kalkgeröll verbreitet.
Die Erstbeschreibung als Echinocactus salinensis durch Heinrich Poselger wurde 1853 veröffentlicht. Reto F. Dicht und Adrian D. Lüthy stellten die Art 1998 in die Gattung Coryphantha. Ein weiteres nomenklatorisches Synonym ist Coryphantha poselgeriana var. salinensis (Poselg.) L.Bremer (1977).
In der Roten Liste gefährdeter Arten der IUCN wird die Art als „Least Concern (LC)“, d. h. als nicht gefährdet geführt.

## Nachweise